# Квартет Хаген
Квартет Хаген (нем. Hagen Quartett) — австрийский струнный квартет, базирующийся в Зальцбурге и первоначально состоявший полностью из воспитанников Моцартеума. Основан в 1981 году. Основу ансамбля составляют братья Лукас и Клеменс Хагены (соответственно первая скрипка и виолончель) и их сестра Вероника Хаген (альт). Вторую скрипку играла Аннетта Бик, в 1987 году её сменил Райнер Шмидт.
Уже в год своего создания Квартет Хаген принял участие в значительном Фестивале камерной музыки в Локенхаусе, получив по его итогам приз жюри. В 1982 г. квартет выиграл патронируемый Иегуди Менухиным Лондонский конкурс струнных квартетов, в следующем году последовали призы на конкурсах и фестивалях в Эвиане, Бордо и Банффе. В 1984 г. квартет впервые выступил на Зальцбургском фестивале, что стало для него традицией. В 1985 г. заложил основу своей дискографии, подписав эксклюзивный контракт с Deutsche Grammophon; в следующем году вышел первый альбом квартета, включавший произведения Франца Шуберта и удостоенный премии Министерства культуры Австрии. Среди многочисленных дальнейших записей квартета — широкий круг произведений, от Иоганна Себастьяна Баха до Дьёрдя Лигети, Витольда Лютославского и Альфреда Шнитке. Гастрольная программа квартета с 1988 г. включает поездки по всему миру. Среди важнейших концертных выступлений Квартета Хаген — участие в качестве специальных гостей в Венском новогоднем концерте (2002) и специальный гастрольный тур в честь Вольфганга Амадея Моцарта к его 250-летию (программа, составленная целиком из сочинений Моцарта, была сыграна в Австрии, Италии, Нидерландах, Швейцарии, Германии, Венгрии, Японии и Китае).
В 2008 году квартету Хаген была присуждена Премия Франко Аббьяти.
С декабря 2013 по август 2017 года они играли на четырех знаменитых инструментах Страдивари, на которых ранее играли струнный квартет «Паганини», «Кливлендский струнный квартет» и «Токийский струнный квартет». Сейчас на этих инструментах играет Квартет из Кремоны.